# اریک ریتر
اریک ریتر (انگلیسی: Erich Retter; ۱۷ فوریهٔ ۱۹۲۵ – ۲۷ دسامبر ۲۰۱۴) بازیکن فوتبال اهل آلمان بود.
از باشگاه‌هایی که در آن بازی کرده‌است می‌توان به باشگاه فوتبال اشتوتگارت اشاره کرد.
وی همچنین در تیم ملی فوتبال آلمان بازی کرده‌است.